# Begonia hainanensis
Begonia hainanensis là một loài thực vật thuộc họ Begoniaceae. Đây là loài đặc hữu của Trung Quốc.